# The Honeys
The Honeys waren eine US-amerikanische Girlgroup der 1960er Jahre. Die Musikzeitschrift Music Vendor bezeichnete sie 1963 als eine Art weibliches Pendant zu den Beach Boys, da sie wie diese der damals populären Surfmusik zuzuordnen waren und von Brian Wilson produziert wurden.

## Geschichte
Die Honeys wurden 1961 in Los Angeles gegründet. Die Gruppe setzt sich aus den Schwestern Barbara, Marilyn und Diane Rovell zusammen und nannte sich zunächst „The Rovell Sisters“. Als Barbara ausstieg, wurde sie von Sandra Glantz, einer Cousine der Rovells, ersetzt, welche den Künstlernamen Ginger Blake annahm.
Der Songwriter und Produzent Gary Usher entdeckte die Gruppe bei einem Amateur-Talentwettbewerb und brachte mit ihnen im Juli 1963 die von ihm komponierte Single Three Surfer Boys bei Dot Records (als „The Usherettes“) heraus. Die Single war kein Erfolg.
Usher stellte die Gruppe den Beach Boys vor, mit denen er zu dem Zeitpunkt zusammenarbeitete (Brian Wilson hatte Marilyn und Diane bereits im August 1962 in dem Nachtclub Pandora's Box auf dem Sunset Strip kennengelernt). Wilson gab der Gruppe den neuen Namen „The Honeys“ nach einer Zeile aus dem Beach-Boys-Lied Surfin' Safari und produzierte fortan ihre Platten für Capitol Records. Außerdem begann eine Romanze zwischen ihm und Marilyn; die beiden heirateten am 7. Dezember 1964.
Die erste von Wilson produzierte Honeys-Single war das von Diane und Ginger geschriebene Stück Shoot the Curl im April 1963. Auf der von Wilson komponierten B-Seite, Surfin' Down the Swanee River, sind die Beach Boys im Hintergrund zu hören. Die Honeys wiederum singen im Hintergrund der Beach-Boys-Hit-Single Be True to Your School (Oktober 1963).
1963 und 1964 folgten weitere, größtenteils von Brian Wilson geschriebene Singles bei Capitol und Warner Bros., darunter das an Phil Spectors „Wall of Sound“ angelehnte The One You Can't Have (Dezember 1963). Die Honeys traten im Hollywood Bowl sowie in Fernsehsendungen wie The 6:25 Show, The Benny Hill Show und Club Night auf, um ihre Platten zu promoten. Daneben steuerten sie Backgroundgesang für andere Künstler bei, unter anderem für Bruce Johnston auf dem Titellied seines Albums Surfin' Round the World, für die Surfaris auf der Single I Wanna Take a Trip to the Islands (1964) und für Jan and Dean auf ihren Singles Dead Man's Curve (1963), The New Girl in School (1964) und The Old Little Lady (from Pasadena) (1964).
1963 entstanden zudem mehrere Aufnahmen mit Produktion von Nick Venet und mit Arrangements von Jack Nitzsche, darunter das Stück Raindrops und eine Coverversion von In the Still of the Night der Five Satins. Diese Aufnahmen wurden jedoch erst 2001 als Bonustracks der CD-Kollektion The Honeys Collection veröffentlicht.
Mit dem Niedergang der Surfmusik Mitte der 1960er Jahre ging auch die Karriere der Honeys bergab. Nach einer letzten Single 1969 verließ Sandra Glantz/Ginger Blake die Gruppe, um ihren eigenen Musikverlag zu gründen. Sie wurde außerdem eine gefragte Backgroundsängerin für Künstler wie Thelma Houston, Tommy Roe, Brian Hyland, Chuck Jackson, Evie Sands und Glen Campbell.
Aus der Ehe von Brian Wilson und Marilyn Rovell gingen die Töchter Carnie (* 1968) und Wendy (* 1969) hervor, die 1989 zusammen mit Chynna Phillips (Tochter von John und Michelle Phillips von The Mamas and the Papas) die Popgruppe Wilson Phillips gründeten.
Diane Rovell und Marilyn Wilson machten kurzzeitig als Duo mit dem Namen „American Spring“ weiter und veröffentlichten zu Beginn der 1970er Jahre bei United Artists Records das Album Spring (1972) und eine Reihe von Singles.
In den 1980er taten sich alle drei Ex-Mitglieder noch einmal zusammen und veröffentlichen zwei Studioalben mit neuem Material, Ecstasy (1983) und It's Like Heaven (1986). Im März 2016 trat die Gruppe noch einmal in Altadena (Kalifornien) bei einem Tributkonzert für den im Vorjahr verstorbenen Sänger P. F. Sloan auf, mit dem sie befreundet gewesen waren.

## Diskografie

### Studioalben
- 1983: Ecstasy (Rhino RNLP 851)
- 1986: It's Like Heaven (Ocean Records 101)

### Compilations
- 1992: Capitol Collectors Series (Capitol CDP 7 93193 2)
- 2001: The Honeys Collection (EMI 72435-29850-2-9)
- 2013: The Big Beat 1963 (Capitol Records)

### Singles
- 1963: Three Surfer Boys / Milky Way (Dot 45-16518) – als Gary Usher & the Usherettes
- 1963: Shoot the Curl / Surfin' Down the Swanee River (Capitol 4952)
- 1963: Pray for Surf / (Oly Oxen Free Free Free) Hide Go Seek (Capitol 5034)
- 1963: The One You Can't Have / From Jimmy with Tears (Capitol 5093)
- 1964: He's a Doll / The Love of a Boy and a Girl (Warner Bros. 5430)
- 1965: Seven Days in September / Growing Up is Hard to Do (MGM K13413) – als Ginger & the Snaps
- 1965: I Miss My Surfer Boy Too / Will You Love Me (Like You Did Last Summer) (A&M 763) – als The Westwoods
- 1969: Tonight You Belong to Me / Goodnight My Love (Capitol 2454)
- 1983: Running Away From You / Go Away Boy (Rhino RNOR 018)
- 2011: California Feelin‘ / Little Bird (MsMusic Productions MUS-45-7-002)